# Oliver Penrose
Oliver Penrose (Colchester, 6 giugno 1929) è un fisico e matematico britannico, figlio del genetista Lionel Penrose e fratello del fisico Roger Penrose e del GM di scacchi Jonathan Penrose.

## Biografia
Si è laureato in fisica al University College di Londra ed ha conseguito un dottorato di ricerca al King's College di Cambridge.
Ha insegnato fisica teorica per molti anni all'Imperial College di Londra e alla Open University. Dal 1986 al 1994 è stato insegnante di matematica alla  Heriot-Watt University di Edimburgo. Nel 1994 si è ritirato dall'insegnamento, è professore emerito in tale università ed è ancora attivo nella ricerca.
I suoi campi di interesse comprendono la meccanica statistica, le transizioni di fase nei metalli e la fisica dei tensioattivi. Ha elaborato teorie importanti per la comprensione dei superfluidi e dei superconduttori. Altri settori a cui ha dato contributi sono le basi teoriche della direzione del tempo e l'interpretazione della meccanica quantistica.
È membro della Royal Society di Londra e della Royal Society di Edimburgo.